# George Wilberforce Kakoma
George Wilberforce Kakoma (auch George William Kakoma; * 1925 im Distrikt Masaka; † 8. April 2012 in Kampala) war ein ugandischer Musiker. Die Nationalhymne von Uganda, Oh Uganda, Land of Beauty wurde von ihm komponiert.
Er absolvierte das Trinity College of Music in London und die Durham University.
Für sein wichtigstes Werk, die Nationalhymne von Uganda, soll er niemals eine Bezahlung erhalten haben.

## Werke
- George W. Kakoma: Songs from Buganda. Univ. of London Press, London 1969, ISBN 0-340-09438-9